# Perham Municipal Airport

i7
i11
i13
Der Perham Municipal Airport (FAA-LID: 16D) ist ein öffentlicher Flugplatz der Stadt Perham im Otter Tail County im Nordwesten des US-amerikanischen Bundesstaates Minnesota. Der Flugplatz befindet sich in Besitz der Stadt Perham und liegt 3,2 Kilometer nordwestlich von ihr.

## Ausstattung
Der Perham Municipal Airport hat eine Gesamtfläche von rund 80 Acres (ca. 32,4 Hektar) und verfügt über eine asphaltierte Landebahn.

## Flugzeuge
Auf dem Flugplatz sind insgesamt 16 Flugzeuge stationiert. Davon sind 12 einmotorige und eine mehrmotorige Propellermaschine sowie 2 Hubschrauber. Es gibt täglich 20 Flugbewegungen.